# Площадь Коциа
Площадь Кодзя (греч. Πλατεία Κοτζιά) — площадь в центре Афин, Греция. Площадь сохраняет некоторые черты местной неоклассической архитектуры 19-го века, например, в Ратуше муниципалитета Афин и Культурном центре Национального банка Греции. Она названа в честь Константиноса Коциаса, бывшего мэра Афин.

## Расположение
Площадь окружена следующими улицами: улица Эфполидос на севере, улица Афинас на западе, Кратину на юге и улица Эолу с востока. Сама площадь находится к югу от площади Омония и к северу от площади Монастираки.
Площадь Кодзя находится перед зданием мэрии муниципалитета Афин  (построенным по проекту Панагиса Калкоса) и украшена бюстами известных афинян, таких как Перикл и Солон.

## История

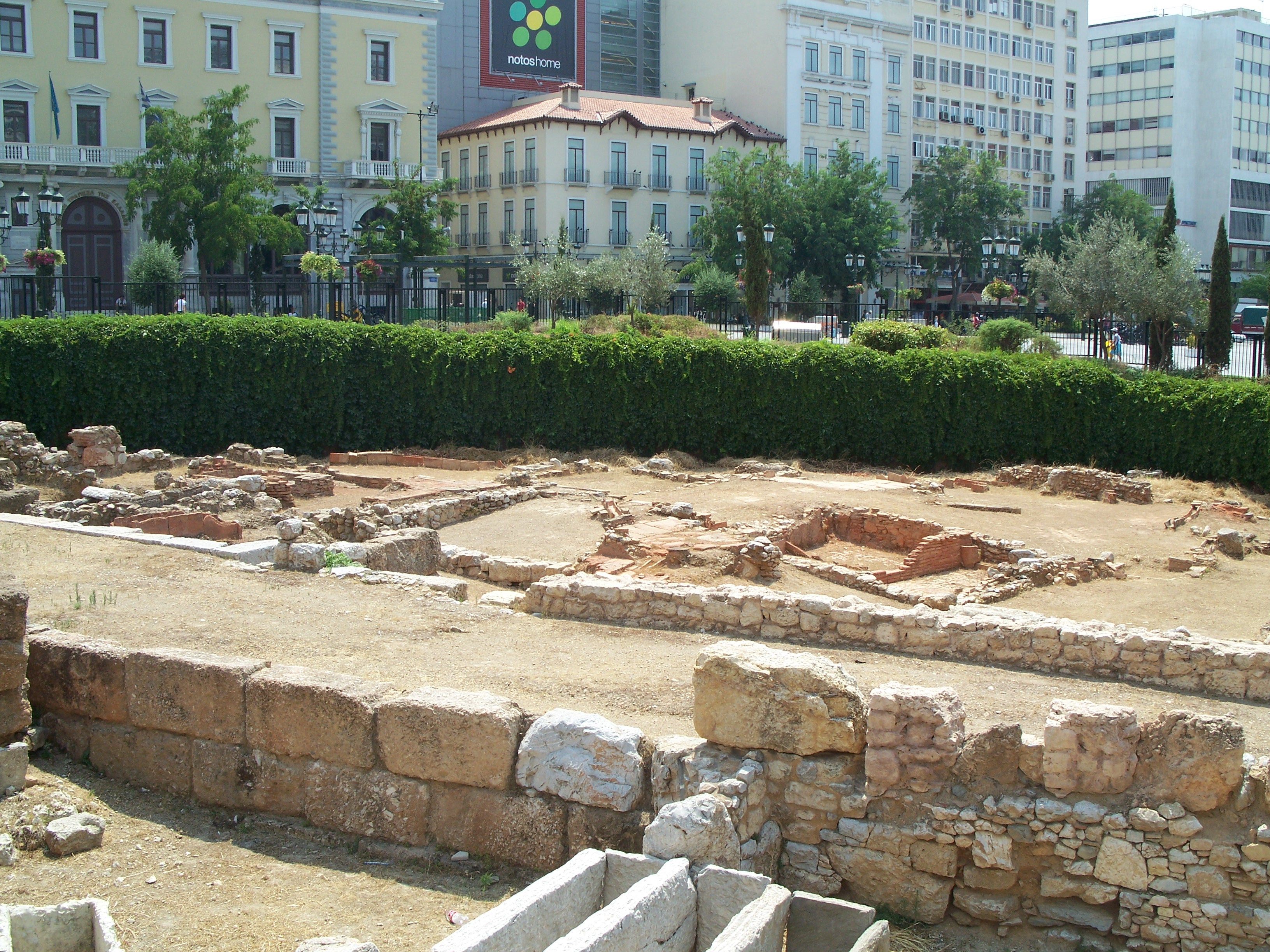
Древности на площади Коциа: гробницы, старинная улица и части городских укреплений

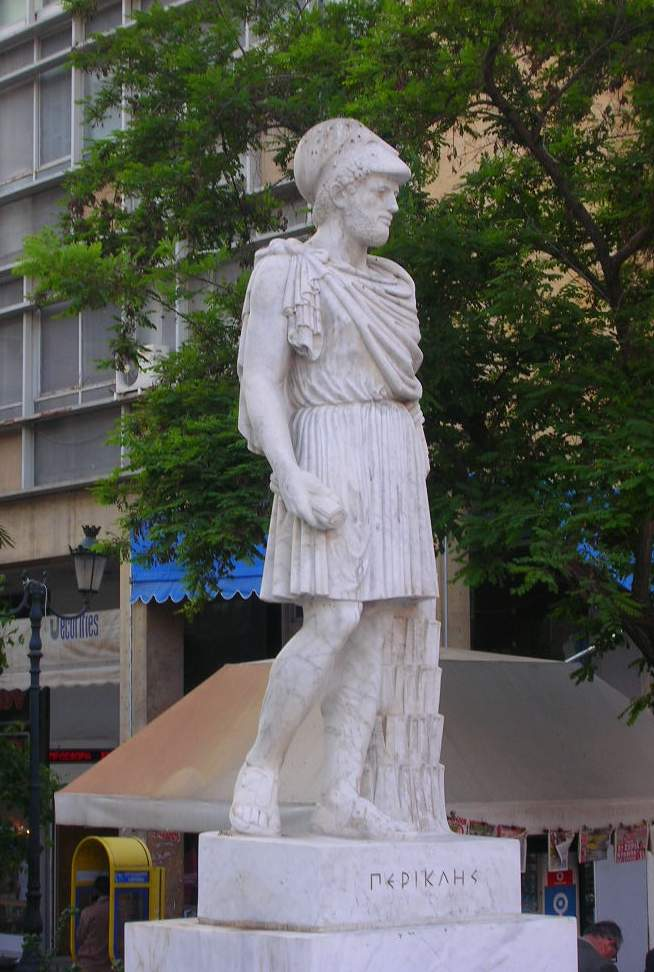
Статуя Перикла

Построенная в 1874 году  площадь ранее была известна как площадь Лоудовику.  Во время летних Олимпийских игр 2004 года она служила местом старта и финиша трассы исторического центра Афин для мужских и женских гонок, а также для различных художественных мероприятий. 

## Раскопки
В центре площади Кодзя были обнаружены классические древности, в том числе большая часть древней дороги, гробницы и небольшое здание.  Площадь расположена недалеко от древних Ахарнских ворот классических Афин .  Назывались они Ахарскими, потому что через них проходила дорога на Ахарны. Здесь сохранились остатки городской стены, а также расширенные части переднего вала и рва . 